# Joseph Meng Ziwen

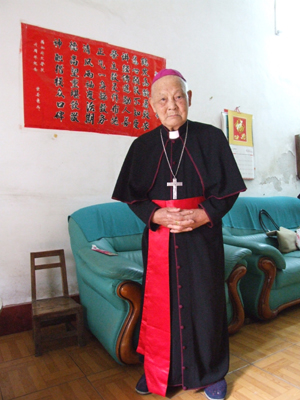
Joseph Meng Ziwen, 2006

Joseph Meng Ziwen (chinesisch 孟子文; * 19. März 1903 in Hengling; † 7. Januar 2007 in Nanning) war römisch-katholischer Bischof des Erzbistums Nanning im südchinesischen Autonomen Gebiet Guangxi der Zhuang.

## Leben
Meng, Sohn nichtchristlicher Eltern, ließ sich als Jugendlicher taufen. 1921 trat er ins Priesterseminar ein und studierte im damals britischen Penang Philosophie und Theologie. 1935 empfing er in Nanning die Priesterweihe.
Als die Kommunisten nach dem Bürgerkrieg 1949 die Macht in China übernahmen, bezichtigten sie Meng der Kollaboration mit der Kuomintang. Anfang der 1950er-Jahre wurde Meng schließlich zu Arbeitslager verurteilt, kam 1957 aber wieder frei. Ein Jahr wirkte er als Priester in Nanning, dann wurde er erneut verhaftet und verurteilt. Erst 1970 wurde er aus der Haft entlassen. Mit Approbation durch Papst Johannes Paul II. wurde Joseph Meng Ziwen 1984 zum Bischof von Nanning geweiht.
Das kommunistische China erkannte den Bischof allerdings nicht an, da Meng nicht Glied der offiziell anerkannten chinesischen Katholisch-Patriotischen Vereinigung war, sondern zur inoffiziellen römisch-katholischen Kirche in der Volksrepublik China gehörte, die den Primat des römischen Pontifex über die Katholiken Chinas anerkennt und als Untergrundkirche existiert.
Meng erlag im Alter von 103 Jahren einem Krebsleiden.